# Музей азійських цивілізацій
Музей азійських цивілізацій (англ. Asian Civilisations Museum, кит.: 亚洲文明博物馆) — один з трох національних музеїв Сінгапуру. Один з перших музеїв у Південно-Східній Азії, що комплексно розглядає основні азійські культури. Особливу увагу приділено висвітленню культури Китаю, Південно-Східної Азії, Південної Азії та Західної Азії, тобто тих регіонів, з яких походять основні етнічні групи Сінгапуру.

## Історія
Музей відкрився 22 квітня 1997 року у приміщенні музею Перанакан (Armenian Street) і був присвячений переважно китайській цивілізації. Після реконструкції історичного будинку Empress Place Building, з 2 березня 2003 року музей переїхав до цього, значно більшого приміщення. Музей Перанакан на Вірменській вулиці після реконструкції спеціалізується на висвітленні культури китайських іммігрантів (Паранакан або Баба-Ньйоня).

## Приміщення
Empress Place Building, до передачі його музеєві, довгий час був осідком урядових служб.
Будинок було споруджено в середині 1860-х років у неопалладіанському стилі. На будівнийтві використовувалися в'язні, засуджені до примусових робіт. Приміщення неодноразово перебудовувалося й розширювалося, аби вмістити зростаючу колоніальну бюрократію.
На початку XX століття будинок було названо на честь королеви Вікторії Empress Place Building. Після проголошення незалежності у будинку продовжували розташовуватися офіси органів державної влади. Роботи з переобладнання приміщення на музей почалися з 1990-х років.

## Структура музею
- Галерея «Річка Сінгапур»: Тут представлено основні археологічні знахідки Сінгапуру, що відображають багатовіковий торговельний характер міста.[2].
- Галерея «Південно-Східна Азія» : У трьох залах представлені основні етапи 2500-літньої історії культур Південно-Східної Азії, півночі Таґланду та півдня Індонезії.[3].
- Галерея «Західна Азія/Ісламська Азія»: Представлено експонати ісламської культури й зокрема численні зразки каліграфії[4].
- Галерея «Китай»: колекція присвячена переважно етапові Китайської імперії[5].
- Галерея «Південна Азія»: Колекція, розміщена у двох залах, розповідає про витоки індуїзму та буддизму та про регіональні варіанти цих релігій[6].